# SC Rot-Weiß Oberhausen-Rhld. 1904 1995-1996
Questa voce raccoglie le informazioni riguardanti il SC Rot-Weiß Oberhausen-Rhld. 1904 nelle competizioni ufficiali della stagione 1995-1996.

## Stagione
Nella stagione 1995-1996 il Rot Weiss Oberhausen, allenato da Fred-Werner Bockholt, Hermann Erlhoff, Franz-Josef Kneuper e Manfred Rummel, concluse il campionato di Regionalliga ovest-sudovest all'8º posto.

## Rosa
| N. |                     | Ruolo | Calciatore        |
| -- | ------------------- | ----- | ----------------- |
| 1  | Germania (bandiera) | P     | Oliver Adler      |
| 3  | Germania (bandiera) | D     | Björn Arens       |
| 5  | Romania (bandiera)  | D     | Daniel Ciucă      |
|    | Germania (bandiera) | P     | Jörg Dohn         |
|    | Germania (bandiera) | P     | Mirko Stephan     |
|    | Germania (bandiera) | D     | Günter Abel       |
|    | Germania (bandiera) | D     | Olaf Becker       |
|    | Germania (bandiera) | D     | Robert Nikolic    |
|    | Romania (bandiera)  | C     | Corneliu Buterchi |
|    | Germania (bandiera) | C     | André Flür        |
|    | Bulgaria (bandiera) | C     | Galin Gospodinov  |
|    | Germania (bandiera) | C     | Stefan Majek      |

| N. |                        | Ruolo | Calciatore        |
| -- | ---------------------- | ----- | ----------------- |
|    | Germania (bandiera)    | C     | Carsten Marquardt |
|    | Germania (bandiera)    | C     | Marcus Schaaf     |
|    | Bulgaria (bandiera)    | C     | Rumen Stoyanov    |
|    | Germania (bandiera)    | C     | Martin Tilner     |
|    | Germania (bandiera)    | C     | Jörg Wittwer      |
|    | Germania (bandiera)    | A     | René Gottwald     |
|    | Stati Uniti (bandiera) | A     | Brent Goulet      |
|    | Germania (bandiera)    | A     | Lutz Kotthaus     |
|    | Germania (bandiera)    | A     | Jörg Lieg         |
|    | Germania (bandiera)    | A     | Marko Schröder    |
|    | Germania (bandiera)    | A     | Andreas Schulte   |
|    | Camerun (bandiera)     | A     | Collins Tchapda   |

## Organigramma societario
Area tecnica
- Allenatore: Franz-Josef Kneuper
- Allenatore in seconda:
- Preparatore dei portieri:
- Preparatori atletici:
- Analisi video:

## Calciomercato

### Sessione estiva
| Acquisti | Acquisti          | Acquisti             | Acquisti |
| R.       | Nome              | da                   | Modalità |
| -------- | ----------------- | -------------------- | -------- |
| P        | Oliver Adler      | Viktoria Colonia     |          |
| D        | Björn Arens       | Colonia II           |          |
| C        | Corneliu Buterchi | Wehen Wiesbaden      |          |
| D        | Daniel Ciucă      | Egelsbach            |          |
| C        | André Flür        | Bocholt              |          |
| A        | René Gottwald     | Hansa Rostock        |          |
| A        | Brent Goulet      | Bonner               |          |
| C        | Carsten Marquardt | Alemannia Aquisgrana |          |
| C        | Rumen Stoyanov    | Dobrudža             |          |
| A        | Collins Tchapda   | Hasper SV            |          |
| C        | Jörg Wittwer      | Preußen Krefeld      |          |

| Cessioni | Cessioni         | Cessioni  | Cessioni |
| R.       | Nome             | a         | Modalità |
| -------- | ---------------- | --------- | -------- |
| A        | Holger Gaißmayer | Colonia   |          |
| D        | Michael Ronca    | Remscheid |          |
| C        | Manfred Tebeck   | Bocholt   |          |

### Sessione invernale
| Acquisti | Acquisti | Acquisti | Acquisti |
| R.       | Nome     | da       | Modalità |
| -------- | -------- | -------- | -------- |

| Cessioni | Cessioni         | Cessioni    | Cessioni |
| R.       | Nome             | a           | Modalità |
| -------- | ---------------- | ----------- | -------- |
| D        | Sascha Eckhoff   | Duisburg II |          |
| D        | Zdenko Kosanovic | Siegen      |          |

## Risultati

### Regionalliga ovest-sudovest

#### Girone di andata
| 30 luglio 1995 1ª giornata |  | – turno di riposo |  |  |

| Arbitro: | Schneider |

|              |           |            |
| Kotthaus 83’ | Marcatori | 65’ Ristau |

| Arbitro: | Albers |

|           |           |              |
| Holick 4’ | Marcatori | 85’ Schröder |

| Arbitro: | Schräer |

|  |           |           |
|  | Marcatori | 54’ Klein |

| Arbitro: | Funken |

|  |           |              |
|  | Marcatori | 68’ Schröder |

| Arbitro: | Kinhöfer |

|                                  |           |                        |
| Kotthaus 72’ Schröder 76’ (rig.) | Marcatori | 20’ Lützler 79’ Bürger |

| Arbitro: | Haupt |

|  |           |                            |
|  | Marcatori | 23’ Marquardt 90’ Schröder |

| Oberhausen 3 settembre 1995, ore 15:00 CEST 8ª giornata | RW Oberhausen | 0 – 0 referto | Preußen Münster | Niederrheinstadion (3 600 spett.)\| Arbitro: \| Wack \| |
| Arbitro:                                                | Wack          |               |                 |                                                         |

| Arbitro: | Steinborn |

|                              |           |              |
| Gellrich 24’ van der Ven 46’ | Marcatori | 26’ Buterchi |

| Arbitro: | Neis |

|             |           |  |
| Wittwer 35’ | Marcatori |  |

| Hauenstein 23 settembre 1995, ore 15:00 CEST 11ª giornata | Hauenstein | 0 – 0 referto | RW Oberhausen | Am Neding (450 spett.)\| Arbitro: \| Oprei \| |
| Arbitro:                                                  | Oprei      |               |               |                                               |

| Oberhausen 7 ottobre 1995, ore 15:00 CET 12ª giornata | RW Oberhausen | 0 – 0 referto | Kaiserslautern II | Niederrheinstadion (1 600 spett.)\| Arbitro: \| Wicht \| |
| Arbitro:                                              | Wicht         |               |                   |                                                          |

| Arbitro: | Gerber |

|              |           |                          |
| Jedlicka 24’ | Marcatori | 38’ Schröder 44’ Wittwer |

| Arbitro: | Blüthgen |

|  |           |               |
|  | Marcatori | 15’ Policella |

| Arbitro: | Kestermann |

|                       |           |                          |
| Jansen 16’ Scharf 45’ | Marcatori | 73’ Kotthaus 74’ Tchapda |

| Arbitro: | Friedrichs |

|             |           |                                                 |
| Tchapda 49’ | Marcatori | 22’ Goumai 48’ Arveladze 55’ Adriano 81’ Stanic |

| Arbitro: | Engler |

|              |           |  |
| Feinbier 65’ | Marcatori |  |

| Arbitro: | Leimert |

|  |           |             |
|  | Marcatori | 39’ Pröpper |

| Arbitro: | Aust |

|             |           |                                    |
| Schmidt 43’ | Marcatori | 18’ Lieg 20’ Kotthaus 73’ Gottwald |

#### Girone di ritorno
| 10 dicembre 1995 20ª giornata |  | – turno di riposo |  |  |

| Arbitro: | Haupt |

|  |           |                              |
|  | Marcatori | 1’ Goulet 38’ Majek 51’ Lieg |

| Arbitro: | Berg |

|                      |           |            |
| Ciucă 40’ Tilner 64’ | Marcatori | 11’ Holick |

| Essen 1º maggio 1996, ore 15:00 CEST 23ª giornata | Rot-Weiss Essen | 0 – 0 referto | RW Oberhausen | Georg-Melches-Stadion (12 105 spett.)\| Arbitro: \| Jonsson \| |
| Arbitro:                                          | Jonsson         |               |               |                                                                |

| Arbitro: | Werthmann |

|            |           |                                             |
| Goulet 81’ | Marcatori | 17’ Heinzen 60’ Thömmes 90’ Roth-Lebenstedt |

| Arbitro: | Domurat |

|                        |           |                     |
| Nowotny 23’ Bürger 65’ | Marcatori | 47’ Flür 53’ Goulet |

| Arbitro: | Liedtke |

|                                  |           |  |
| Marquardt 47’ Ciucă 49’ Abel 87’ | Marcatori |  |

| Münster 16 marzo 1996, ore 15:00 CET 27ª giornata | Preußen Münster | 0 – 0 referto | RW Oberhausen | Preußenstadion (1 800 spett.)\| Arbitro: \| Insam \| |
| Arbitro:                                          | Insam           |               |               |                                                      |

| Arbitro: | Clemens |

|  |           |                           |
|  | Marcatori | 40’ (aut.) Abel 75’ Papić |

| Arbitro: | Hecker |

|                |           |          |
| Breuckmann 81’ | Marcatori | 51’ Flür |

| Oberhausen 8 aprile 1996, ore 15:00 CEST 30ª giornata | RW Oberhausen | 0 – 0 referto | Hauenstein | Niederrheinstadion (1 200 spett.)\| Arbitro: \| Werthmann \| |
| Arbitro:                                              | Werthmann     |               |            |                                                              |

| Arbitro: | Fischer |

|                   |           |  |
| Dengel 38’ (rig.) | Marcatori |  |

| Arbitro: | Gerber |

|            |           |  |
| Goulet 67’ | Marcatori |  |

| Arbitro: | Henes |

|               |           |                                   |
| Policella 40’ | Marcatori | 37’ Goulet 45’ Tilner 85’ Nikolic |

| Arbitro: | Schräer |

|                                 |           |                 |
| Nießing 5’ (aut.) Marquardt 50’ | Marcatori | 70’ Bertelsbeck |

| Arbitro: | Merk |

|  |           |                   |
|  | Marcatori | 85’ (rig.) Becker |

| Arbitro: | Fandel |

|                             |           |              |
| Nikolic 15’ (rig.) Flür 52’ | Marcatori | 78’ Feinbier |

| Arbitro: | Wack |

|           |           |  |
| Dagdas 8’ | Marcatori |  |

| Arbitro: | Margenberg |

|                                        |           |          |
| Goulet 29’, 39’ Flür 44’ Marquardt 80’ | Marcatori | 88’ Walz |

## Statistiche

### Statistiche di squadra
| Competizione                | Punti | In casa | In casa | In casa | In casa | In casa | In casa | In trasferta | In trasferta | In trasferta | In trasferta | In trasferta | In trasferta | Totale | Totale | Totale | Totale | Totale | Totale | DR |
| Competizione                | Punti | G       | V       | N       | P       | Gf      | Gs      | G            | V            | N            | P            | Gf           | Gs           | G      | V      | N      | P      | Gf     | Gs     | DR |
| --------------------------- | ----- | ------- | ------- | ------- | ------- | ------- | ------- | ------------ | ------------ | ------------ | ------------ | ------------ | ------------ | ------ | ------ | ------ | ------ | ------ | ------ | -- |
| Regionalliga ovest-sudovest | 54    | 18      | 7       | 5       | 6       | 20      | 19      | 18           | 7            | 7            | 4            | 22           | 14           | 36     | 14     | 12     | 10     | 42     | 33     | +9 |
| Totale                      | 54    | 18      | 7       | 5       | 6       | 20      | 19      | 18           | 7            | 7            | 4            | 22           | 14           | 36     | 14     | 12     | 10     | 42     | 33     | +9 |

### Andamento in campionato
| Giornata  | 1  | 2  | 3  | 4  | 5  | 6  | 7 | 8  | 9  | 10 | 11 | 12 | 13 | 14 | 15 | 16 | 17 | 18 | 19 | 20 | 21 | 22 | 23 | 24 | 25 | 26 | 27 | 28 | 29 | 30 | 31 | 32 | 33 | 34 | 35 | 36 | 37 | 38 |
| --------- | -- | -- | -- | -- | -- | -- | - | -- | -- | -- | -- | -- | -- | -- | -- | -- | -- | -- | -- | -- | -- | -- | -- | -- | -- | -- | -- | -- | -- | -- | -- | -- | -- | -- | -- | -- | -- | -- |
| Luogo     |    | C  | T  | C  | T  | C  | T | C  | T  | C  | T  | C  | T  | C  | T  | C  | T  | C  | T  |    | T  | C  | T  | C  | T  | C  | T  | C  | T  | C  | T  | C  | T  | C  | T  | C  | T  | C  |
| Risultato |    | N  | N  | P  | V  | N  | V | N  | P  | V  | N  | N  | V  | P  | N  | P  | P  | P  | V  |    | V  | V  | N  | P  | N  | V  | N  | P  | N  | N  | P  | V  | V  | V  | V  | V  | P  | V  |
| Posizione | 12 | 13 | 14 | 17 | 10 | 12 | 9 | 10 | 11 | 10 | 11 | 10 | 7  | 9  | 9  | 12 | 12 | 12 | 11 | 12 | 12 | 11 | 11 | 11 | 12 | 12 | 12 | 13 | 12 | 11 | 11 | 11 | 11 | 9  | 9  | 8  | 8  | 8  |

Legenda:

Luogo: C = Casa; T = Trasferta. Risultato: V = Vittoria; N = Pareggio; P = Sconfitta.

### Statistiche dei giocatori
| G. Abel       | 30 | 1 | 9 | 1 |
| O. Adler      | 32 | 0 | 1 | 0 |
| B. Arens      | 31 | 0 | 3 | 0 |
| O. Becker     | 30 | 1 | 4 | 0 |
| C. Buterchi   | 14 | 1 | 2 | 0 |
| D. Ciucă      | 33 | 2 | 8 | 1 |
| J. Dohn       | 4  | 0 | 0 | 0 |
| A. Flür       | 26 | 4 | 4 | 0 |
| G. Gospodinov | 1  | 0 | 0 | 0 |
| R. Gottwald   | 25 | 1 | 1 | 0 |
| B. Goulet     | 18 | 7 | 0 | 0 |
| K. Kammer     | 1  | 0 | 0 | 0 |
| Z. Kosanovic  | 4  | 0 | 0 | 0 |
| L. Kotthaus   | 18 | 4 | 2 | 1 |
| J. Lieg       | 16 | 2 | 1 | 0 |
| S. Majek      | 17 | 1 | 5 | 0 |
| C. Marquardt  | 31 | 4 | 9 | 0 |
| R. Nikolic    | 35 | 2 | 6 | 0 |
| M. Schaaf     | 31 | 0 | 2 | 0 |
| M. Schröder   | 17 | 5 | 0 | 0 |
| A. Schulte    | 5  | 0 | 1 | 0 |
| M. Stephan    | 1  | 0 | 0 | 0 |
| R. Stoyanov   | 1  | 0 | 0 | 0 |
| C. Tchapda    | 7  | 2 | 1 | 0 |
| M. Tilner     | 33 | 2 | 7 | 0 |
| J. Wittwer    | 25 | 2 | 3 | 2 |